# Drowned World Tour
Drowned World Tour fue la quinta gira musical de la cantante estadounidense Madonna, realizada para promocionar su séptimo y octavo álbumes de estudio, Ray of Light (1998) y Music (2000), respectivamente. Su primera gira en ocho años desde The Girlie Show World Tour (1993), en un principio iba a iniciar en 1999, pero se retrasó hasta 2001 debido a que la cantante tuvo su segundo hijo, se casó con el director de cine Guy Ritchie, grabó Music y filmó la película The Next Best Thing. Cuando finalmente se decidió hacer la gira, hubo poco tiempo, por lo que en solo tres meses se realizaron las audiciones para los bailarines, dieron comienzo a los ensayos y se contrató a músicos y técnicos; Madonna designó a Jamie King como el director creativo y coreógrafo principal. Jean-Paul Gaultier y los hermanos Dean y Dan Caten fueron los diseñadores y confeccionaron distintos vestuarios de tal manera que indicaban diferentes fases de la carrera de Madonna. El póster promocional y el logo incluían referencias a la Cábala, disciplina que la artista empezó a estudiar tiempo antes.
El concierto se dividió en cuatro segmentos: Rock 'n' Roll/Punk Girl, Geisha Girl, Cyber Cowgirl y Spanish Girl/Ghetto Girl, cada uno de ellos representaba una fase de su carrera. El primero mostraba actuaciones de gran energía y la cantante tenía el pelo alisado y vestía una falda escocesa; en la segunda parte, usó un kimono y luego realizó artes marciales en el aire; las canciones acústicas se interpretaron en Cyber Cowgirl donde lucía como vaquera; la última sección contó con bailes de flamenco y actuaciones con temática gueto. El repertorio consistió principalmente de temas de Ray of Light y Music, sus dos últimos álbumes de estudio en ese entonces, y, entre sus éxitos de la década de 1980, solo se incluyeron «Holiday» y «La isla bonita». En términos generales, Drowned World recibió la apreciación de los críticos y periodistas, quienes elogiaron la puesta en escena y lo consideraron como uno de los mejores espectáculos de Madonna. No obstante, un tema recurrente entre las reseñas fue la ausencia de varios éxitos de la cantante en el repertorio, lo que atrajo comentarios variados.
Con 47 espectáculos agotados en los Estados Unidos y en Europa, fue la gira más taquillera de 2001 por un solista y la cuarta en general, con una recaudación final de 74 millones USD y con un poco más de 730 000 entradas vendidas. En los premios Pollstar de ese año, recibió dos nominaciones en las categorías de mayor gira del año y producción de escenario más creativa. El concierto del 26 de agosto, llevado a cabo en The Palace of Auburn Hills en Auburn Hills (Míchigan), fue transmitido en vivo por el canal HBO, y en noviembre de 2001 se puso a la venta el DVD y VHS titulado Drowned World Tour 2001.

## Antecedentes

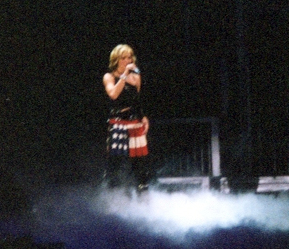
Madonna abriendo el concierto con la interpretación de «Drowned World/Substitute for Love».

Luego del lanzamiento de su séptimo álbum de estudio, Ray of Light (1998), Madonna declaró en enero de 1999, en una entrevista en vivo con Larry King, que haría una película en abril titulada The Next Best Thing y posteriormente ensayaría para salir de gira «hasta el milenio, la víspera de Año Nuevo». Sin embargo, dicho plan se retrasó hasta 2001, ya que, en palabras de la cantante, «me distraje al tener hijos y filmar películas». En 1999, inició una relación seria con el director de cine británico Guy Ritchie y, en el 2000, quedó embarazada de su segundo hijo Rocco, publicó su octavo álbum Music y se casó con Ritchie en diciembre de ese año.
Cuando Madonna decidió realizar una gira, hubo poco tiempo, por lo que tuvo que prepararla en solo tres meses; inició con las audiciones para los bailarines en marzo y abril de 2001, supervisadas por la cantante y por el coordinador Christian Vincent. Jamie King fue contratado como el director creativo y coreógrafo principal; en una entrevista, comentó que «fue tan agitada que sufrí depresiones y me enfermé considerablemente». Los ensayos comenzaron en abril y continuaron hasta mayo, y duraban trece horas al día, cinco días a la semana, con más bailarines que se sumaban para los conciertos; finalmente, diez bailarines, dos coristas y seis músicos se unieron a la gira. Madonna tomó clases de guitarra por ocho meses con Monte Pittman y tocó por primera vez la guitarra eléctrica y la acústica en cuatro canciones del tour. Por su parte, el productor de música house Stuart Price, también conocido como Jacques Lu Cont, fue designado como bajista y tecladista. El servicio de Clair Brothers Audio fue incluido para proporcionar una mezcla de sonido techno de alta tecnología y fusión de acústica y trance. Madonna aclaró: «No veo el propósito de hacer un show a menos que ofrezcas algo que te haga perder los sentidos. No es suficiente subir al escenario y cantar una canción. Se trata de teatro, drama, sorpresas y suspenso».
En un principio, Drowned World estaba programado para empezar con dos conciertos en el Kölnarena en Colonia (Alemania), pero fueron cancelados debido a dificultades técnicas, por lo que todas las entradas tuvieron que ser reembolsadas. La función del 3 de agosto en el Continental Airlines Arena en Nueva Jersey también fue cancelada, esta vez por una laringitis de Madonna. De esta manera, la gira pasó a tener 47 fechas en lugar de 50, como se había programado.

## Desarrollo

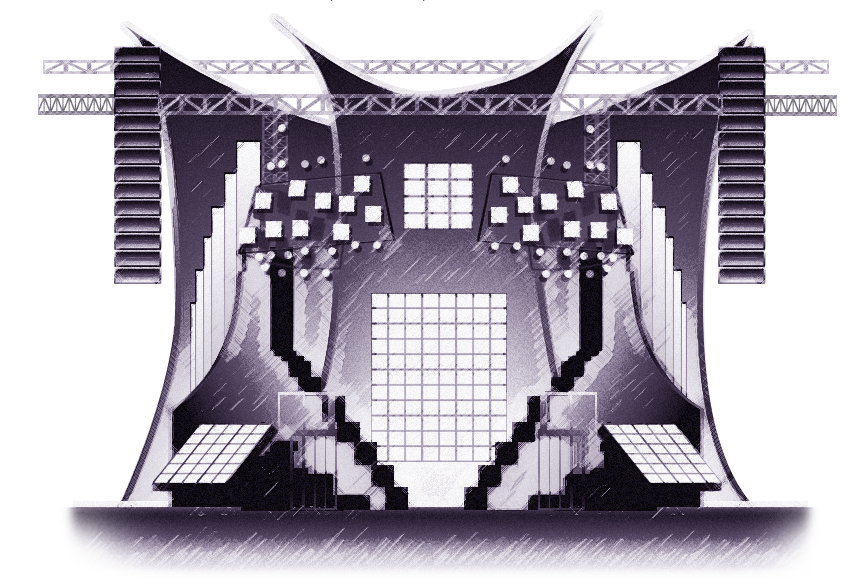
El escenario creado para la gira.

El título de la gira proviene de la novela apolíptica de 1962 El mundo sumergido, del escritor británico J. G. Ballard. La publicista de Madonna, Liz Rosenberg, afirmó que el Drowned World fue diseñado como su mayor espectáculo de entre todas las otras giras que realizó. America Online fue el patrocinador del tour, quien ofreció las primeras entradas anticipadas de los recitales en los Estados Unidos a los suscriptores de la empresa, antes de que salieran a la venta para el público en general. El concierto se dividió en cuatro segmentos: Rock 'n' Roll/Punk Girl, Geisha Girl, Cyber Cowgirl y Spanish Girl/Ghetto Girl, cada uno de ellos representaba una fase de la carrera de la cantante. El repertorio consistió principalmente de canciones de Ray of Light y Music, sus dos últimos álbumes de estudio en ese entonces; entre los éxitos de la década de 1980, solo se incluyeron «Holiday» (1983) y «La isla bonita» (1987). Sobre los conciertos, Madonna comentó que eran «una presentación teatral de mi música», y para ello se inspiró en diversos temas y géneros musicales, como las artes marciales, el flamenco, el country, el punk, el rock and roll, la música dance e incluso el circo. Por su parte, Mark Spring, el gerente de producción, declaró en una entrevista con The Independent que era «lo más complicado que había hecho». Agregó: «La mística de Madonna es muy importante, por lo que tienes otro nivel de profesionalismo que debes alcanzar. No es que no hicieras todo lo posible, por supuesto. Pero es Madonna. Su show es perfecto. No hay errores. [...] Como artista solista no tiene igual, y su deseo de ofrecer un espectáculo, no solo un concierto, crea desafíos que han extendido los límites de lo que puede lograr una gira de rock y pop».
| El espectáculo es extremadamente técnico, extremadamente acelerado y la variedad de música es increíble. [...] Pasa del heavy metal al techno dance al country & western; incluso hay una fiesta de flamenco donde todos se acercan, zapatean y tocan la guitarra acústica y la flauta irlandesa. Luego vuelve a «Holiday», que es un viejo número dance. Te mantiene paso a paso. Madonna canta todo en vivo. Ha sido así desde el principio de su carrera, incluso con todo el baile atlético. Ella trabaja duro y espera que todos los demás trabajen igual o más duro. Respeto eso. —Dave Kob, ingeniero de sala (F.O.H.), comentando sobre la gira. |

Se necesitaron 300 vehículos para transportar las más de 100 toneladas de equipamiento y dos aviones Boeing 747 trasladaron todo el equipo desde Los Ángeles a Europa, para el inicio de la gira, y viceversa cuando ya había finalizado. En cuanto al escenario, era tan grande como tres canchas de tenis y se hizo de tal manera que fuese movible. Arriba de este había una gran red eléctrica, compuesta por secciones de armadura, motores hidráulicos, cables eléctricos y los aparatos de control que se conectaban electrónica o mecánicamente con las actuaciones que sucedían abajo. Cuatro pantallas gigantes formaron el telón de fondo del escenario y también se incluyó un toro mecánico y equipos para movimientos desde el aire. Los sets se construyeron en secciones por tres empresas y se contrató una tripulación permanente de alrededor de 100 personas, desde iluminación, sonido y carpintería hasta bailarines, vestuario y maquillaje. Cuatro ingenieros se encargaron de la mezcla de los monitores, dos de ellos para los de Madonna. Blake Suib, uno de los ingenieros, comentó que la cantante era muy perfeccionista y sabía cuándo un sonido, proveniente de los altavoces, sonaba mal o bien durante los ensayos. Por sugerencia del director musical Patrick Leonard, probaron usar una frecuencia de sonido de 14 kHz en los altavoces en vivo, lo que era inusual en ese entonces. También se les ocurrió la idea de utilizar amplificadores aislados para registrar el sonido de los instrumentos individualmente. Al respecto, Suib comentó que «el proceso creativo de generar nuevas ideas, implementarlas y luego evaluar seriamente sus resultados lleva mucho tiempo, pero vale la pena».
El diseñador Jean-Paul Gaultier fue elegido para crear el vestuario, con el concepto de confeccionar los trajes como una combinación de la moda punk y escocesa. Además de ello, también realizó diseños con temática vaquera, geisha y española. Los hermanos Dean y Dan Caten, creadores de la línea DSquared2, también trabajaron en la gira. La vestimenta desarrollada incluía una camisa rota y pantalones negros con cierre, en alusión a los primeros días de su carrera, y pantalones vaqueros de cuero y trajes de gueto, en referencia a la fase de su carrera en ese momento. La peluca negra y el maquillaje blanco se relacionaron con la temática geisha que anteriormente había lucido en «Nothing Really Matters» (1999), y usó un «híbrido» de la prenda del videoclip de «La isla bonita» y del vestuario de la película Evita (1996). Por su parte, la estilista de la gira, Arianne Phillips, quien ya había trabajado con la cantante en varios videoclips años anteriores, supervisó el vestuario, diseñó algunos trajes y colaboró en otros con Gaultier. Se crearon tres copias exactas de los trajes que Madonna lució en cada segmento, mientras que para los bailarines se confeccionaron dos copias. Chase Design Group creó el póster promocional y el logo de la gira, cuyo objetivo era hacerlo lo más estético posible. Para ello, desarrolló un ícono personalizado y un tipo de logo que transmitiera las «cualidades únicas y etéreas» del espectáculo, que fue descrito por la fundadora del grupo, Margo Chase, como «un viaje espiritual y musical de múltiples capas a través de mundos diversos». También declaró que dado que «Madonna es una estudiante de la Cábala, nos solicitó que incluyéramos referencias a ese conjunto de conocimientos». De esta manera, el diseño resultante referencia e incorpora letras tanto en árabe como en hebreo. Asimismo, alude la conexión mística entre las religiones y la idea de un viaje tanto intelectual como físico. Chase preparó varios diseños, y el que Madonna eligió finalmente formó parte del póster principal. Sobre esto, expresó: «Este fue mi favorito porque se refería a aspectos más específicos de su concierto y porque tuve la oportunidad de crear las nuevas formas de las letras».

## Sinopsis
El concierto inició con una presentación «dramática» de «Drowned World/Substitute for Love»; Madonna entró en medio de nubes de hielo seco e interpretó la canción de pie en una plataforma que se elevaba sobre el escenario. Tenía el cabello rubio alisado y vestía un top negro sin mangas, un top cruzado con una manga de red, jeans con cierre, collares al estilo bondage y un kilt de tartán. Luego de una actuación de alta energía de «Impressive Instant», con temática ciberpunk y donde los bailarines tenían máscaras de gas, tocó la guitarra eléctrica en «Candy Perfume Girl» para luego dar lugar a «Beautiful Stranger»; en las pantallas de fondo se mostraban escenas de la película Austin Powers: The Spy Who Shagged Me y círculos fluorescentes y psicodélicos. La primera sección finalizó con «Ray of Light», donde la cantante bailaba energéticamente por todo el escenario.
El segundo segmento inició con un vídeo interludio de «Paradise (Not For Me)» y contó con un grupo de bailarines casi desnudos colgando boca abajo del techo. Cuando el vídeo terminaba, se paraban frente al escenario abriendo la boca, que estaba iluminada desde adentro. A continuación, Madonna aparecía con una peluca negra corta y un kimono pintado a mano con una manga de cincuenta y dos pies de largo —veintiséis de cada lado— para cantar «Frozen»; las pantallas mostraban siluetas de árboles en llamas contra nubes de color rojo intenso. Una breve introducción de «Open Your Heart» precedía a «Nobody's Perfect», donde la cantante se rendía a los pies de su maestro en un acto de penitencia y humildad. A esto le siguió un popurrí de «Mer Girl» y «Sky Fits Heaven», que se caracterizó por simular una batalla de artes marciales entre ella y sus bailarines representados como ninjas y samuráis; en un momento de la actuación, la artista, sostenida por cables, volaba por el escenario. Esta sección estuvo inspirada por la película china Wò hǔ cáng lóng (2000). Al concluir la batalla, una Madonna golpeada y magullada se mostraba en las pantallas mientras en el escenario aparecía con una escopeta y disparaba a un bailarín. Es entonces cuando desaparece y prosigue una remezcla dance de «What It Feels Like for a Girl», con imágenes del filme japonés Perfect Blue (1997).
Para el tercer segmento, apareció como una vaquera durante la interpretación de «I Deserve It» y vistió un chaleco con estrellas y rayas; la actuación fue dedicada a su entonces marido Guy Ritchie. Luego continuó una línea de baile con sus bailarines vestidos como vaqueros para «Don't Tell Me», donde la cantante usó una cola de mapache. En «Human Nature», montó un toro mecánico mientras realizaba movimientos sensuales, y posteriormente interactuó con el público en un acento sureño e interpretó un tema nuevo de estilo country & western sobre la violencia doméstica y el canibalismo, titulado «The Funny Song». En «Secret», las pantallas exhibían imágenes de personas bautizándose a orillas del río, ceremonias de derviches sufíes y oraciones budistas; en Nueva York, dedicó la interpretación a los residentes de esa ciudad. Finalizó esta sección con «Gone», aunque en algunas ciudades estadounidenses fue reemplazada por «You'll See».
La cuarta y última parte comenzó con un interludio instrumental de tango de «Don't Cry for Me Argentina», mientras numerosas velas eran encendidas a lo largo del escenario. Madonna regresó con un pantalón negro y un vestido escotado del mismo color y cantó «Lo que siente la mujer», la versión en español de «What It Feels Like for a Girl», desde un podio de cuero negro que giraba. Prosiguió una interpretación acústica de «La isla bonita», en un atuendo similar al que usó en el videoclip, y acompañada por un grupo de percusionistas y un baile de flamenco. Para el final, se presentó con una camiseta negra, con las palabras «Mother» y «F*cker» delante y detrás de la prenda, un abrigo de piel y un fedora de terciopelo de color borgoña; cantó un mash-up de «Music Sounds Better with You», de la banda francesa Stardust, y «Holiday». Ella y su equipo terminaban el concierto con una versión gueto de «Music», introducida por Ali G, mientras en las pantallas se visualizaban diferentes videoclips de Madonna; la canción se mezcló con «Trans Europa Express», de Kraftwerk.

## Recepción crítica

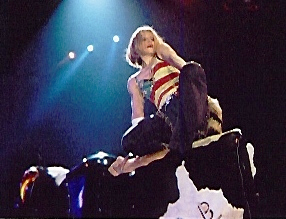
En la interpretación de «Human Nature», Madonna montaba un toro mecánico.

En términos generales, Drowned World Tour obtuvo los elogios de la crítica. Una de las mejores reseñas provino de Rafael Estefanía de la BBC Mundo, quien comentó que la cantante había regalado al público «uno de los mejores espectáculos que se han visto en mucho tiempo» y recalcó que la presencia de Madonna resultaba «tan explosiva como entonces». De manera similar, el diario El País, en su comentario al primer concierto en Barcelona, lo califiicó como el más espectacular e impactante que se haya desarrollado en la ciudad en los últimos años y que pasaría tiempo antes de que otro artista lo superara. ABC News señaló que Madonna tomó su reputación de entretener más allá de lo literal, desde volar por el escenario y usar un toro mecánico hasta los láseres, las luces estroboscópicas, el humo y las enormes pantallas, que le dieron un ambiente futurista. Simon O'Hagan, de The Independent, la llamó «la más ambiciosa y audaz» de todas sus giras, y un periodista del diario argentino Clarín aseguró que había revalidado su título de «reina del pop». Colin Jacobson, de DVD Movie Guide, la calificó de «provocativa», «satisfactoria» y «atrayente», y comentó que proporcionó una experiencia «consistentemente cautivadora e intrigante». Rodrigo Fresán, en el libro Domadores de historias. Conversaciones con grandes cronistas de América Latina, expresó que era «un gran efecto especial electrificado por hits que se las han arreglado para formar parte del soundtrack de la cultura popular de las dos últimas décadas y que pasa por nuestras cabezas con potencia de locomotora y gracia de ultraliviano».
La parte técnica de la gira, como el escenario, la iluminación y los vestuarios, obtuvo elogios de los críticos. Estefanía, de la BBC Mundo, afirmó que el escenario a menudo «superaba a la propia música». Paralelamente, El País alabó el montaje escénico, con un «sorprendente y sugestivo alarde de tecnología, estética y eclecticismo tanto musical como danzante de los que marcan un antes y un después». Michael Hubbard de musicOMH aplaudió la puesta en escena y la iluminación y aseguró que uno se sintió privilegiado de presenciar a «la estrella más grande del mundo en vida». Concluyó: «Te costaría encontrar un concierto mejor que el Drowned World y te resultaría difícil encontrar a un artista popular que pueda infundir respeto casi universal por cualquier cosa como esta bella dama. Uno casi podría juzgarla por aquello que fue omitido, [...] [pero] mostró esa naturaleza de tentadora que nos ha seducido durante casi dos décadas y que, combinada con su excelente música, es la razón por la cual Madonna es tan especial. Que continúe cautivando su planeta». Sal Cinquemani, de Slant Magazine, aprobó el «espectáculo técnicamente impecable», la «tecnoiluminación futurista» y el «impresionante montaje en blanco y negro que recuerda al viaje cultural de Baraka, de Ron Fricke». El periodista recalcó que Madonna aún no tiene rival en su capacidad «para llevar la iconografía cultural a la cultura dominante», y por último dijo: «Aquellos que pensaron que Madonna había colgado sus esposas junto con el notorio libro Sex, deberían mirar de cerca nuevamente. Con sus temas de caos, dominación y, básicamente, celebración, Drowned World explora su intriga cada vez más apasionada, con moderación impuesta y piadosa». Simon Price, de The Independent, la denominó «un triunfo de la hidráulica, de las acrobacias de cuerdas elásticas y de la coreografía vanguardista». Por su parte, Cory Moss de MTV escribió que la música «puede que haga al mundo girar, pero los vestuarios y la teatralidad lo hicieron más entretenido. Nadie lo sabe mejor que la Chica Material».
Alex Needham, de New Musical Express, afirmó que la gira era un tributo al «increíble» trabajo de Madonna, a su «encanto magnético» y, sobre todo, a su capacidad «suprema» para hacer música pop. Admitió además que solo la coreografía «deja[ba] en el polvo a cualquier otro espectáculo de pop», y reconoció que si la mayoría de los músicos pusieran una décima parte de la energía creativa en sus conciertos como lo hace Madonna en el Drowned World, «todos estaríamos mucho mejor». En la misma vena, Phil Gallo de Variety destacó que su actuación «hipnotizante y confiada» avergonzaba a cualquier cantante que pensara que podría tener una oportunidad en el trono pop de la Sra. Ciccone y que, al final, «ella sale triunfante, un recordatorio de por qué su estrella nunca se ha debilitado». John McAlley, de Entertainment Weekly, indicó que si bien no estaba a la altura emocionante del Blond Ambition de 1990, ofrecía «un montón de arte, actitud, atractivo visual y su propia marca de ambición». Además, declaró que la música estuvo «fuerte, enérgica, bien interpretada y, a menudo, tal vez un poco demasiado fuera de lugar», pero que luchó por elevarse por encima de su teatralidad. Finalizó que uno se sentirá «impresionado por la fuerza vital e inteligencia palpables de Madonna. [...] Hay muchas razones para inclinarse ante la proeza de esta artista». Por su parte, Alexis Petridis de The Guardian comentó que los artistas contemporáneos de Madonna «se encuentran en circunstancias reducidas o languideciendo en medio del camino»; sin embargo, ella aún tuerce las tendencias de la pista de baile a su propio diseño, sin ningún indicio de vergüenza de la mediana edad. Aunado a ello, elogió su presencia en el escenario al definirla como «absolutamente convincente» y terminó: «Con sus rutinas de baile perfectas, efectos especiales, público devoto y un toque de prepotencia optimista, el espectáculo del Drowned World está a la altura de la mujer más famosa del mundo». En un ranking sobre sus ocho mejores giras, publicado en junio de 2012, Sebas E. Alonso de Jenesaispop lo ubicó en el segundo lugar y lo denominó como el concierto «de la mejor era de Madonna». También remarcó que aunque «no hubiera volado por el Palau Sant Jordi como anticipaban todos los periódicos, el público hubiera disfrutado igual de su set más adulto».

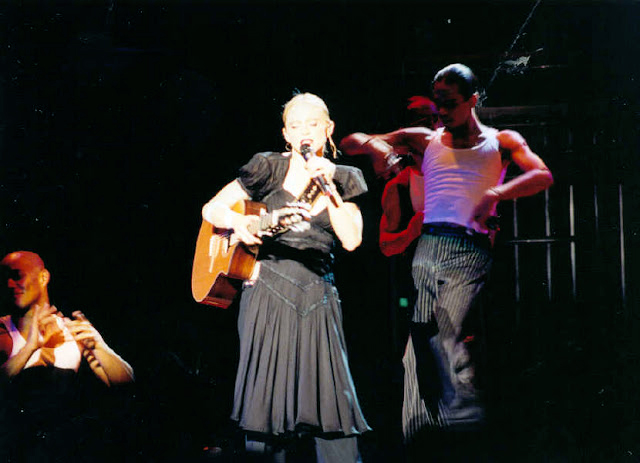
La ausencia de éxitos de Madonna en el repertorio atrajo diversos comentarios por parte de la crítica. En la imagen, la cantante interpretando «La isla bonita», uno de sus dos sencillos de los años 1980 que se añadieron a la lista de canciones.

En una reseña variada, Jon Pareles, del New York Times, consideró que la voz de la cantante sonaba más completa y suave que en giras anteriores, notable en las interpretaciones de «I Deserve It» y «You'll See». Sin embargo, declaró que hizo una demostración de «arrogancia», al decir malas palabras, tener actitudes duras y llamativas y mirar con enojo al público en lugar de sonreír. Terminó su comentario diciendo: «Ella representa el narcisismo acompañado por una gran cantidad de tiempo en el gimnasio y por todo un grupo de fanáticos aduladores al que solo parece despreciar. Music makes the people come together, cantó en el final [de "Music"]. Que la gente se una, siempre y cuando Madonna esté a cargo». Un tema recurrente en las reseñas fue la ausencia de algunos éxitos anteriores de la cantante en el repertorio. Por ejemplo, Mary Cross de MTV señaló que evitó interpretar sencillos que definieron su carrera, tales como «Like a Virgin» (1984), «Material Girl» (1985), «Papa Don't Preach» (1986) y «Like a Prayer» (1989). De la misma manera, Rob Mancini, también de MTV, notó la omisión de canciones como «Borderline» (1984), «Like a Virgin», «Into the Groove» (1985), «Like a Prayer» y «Vogue» (1990). Aun así, afirmó que la artista «desplegó fielmente el espectáculo, lleno de material nuevo y cargado de teatralidad». Michael Hubbard de musicOMH deseó que hubiera interpretado alguno de los temas antes mencionados, ya que estaba «seguro de que habrían causado sensación». Por su parte, Jacobson, de DVD Movie Guide, advirtió que cualquiera que haya asistido a la gira y haya esperado ver un concierto de grandes éxitos, «quedará muy decepcionado». No obstante, aplaudió su decisión de «presentar el espectáculo que ella quería hacer y no el que pensó que sería la opción segura». En una opinión menos positiva, Christopher Rosa de VH1 comentó que a pesar de que era una fiesta visual, algo en la gira se sentía «muy frío y vacío». Además, la completa falta de éxitos clásicos «fue una decepción para el público» y Madonna «parecía más helada que nunca». Simon Price de The Independent indicó que pasaron trece canciones antes de que se pudiera escuchar algo que tuviese más de tres años de lanzamiento, y veinte antes de que se escuchara un clásico de los años 1980, por lo que se preguntó si era un intento paranoico de Madonna por encuadrarse como parte del presente y no del pasado. Ethan Brown de la revista New York criticó su actitud hacia el público y su presencia «frustrantemente escasa» en el escenario, al estar la mayor parte «de pie sin moverse o rasgueando acordes básicos en una guitarra acústica». Lamentó que las interpretaciones de «I Deserve It» y «Nobody's Perfect» no estuvieran a la altura y, pese a que «hubo algunos momentos visuales deslumbrantes», ninguno de ellos capturó el propósito común de giras anteriores como el Blond Ambition ni tampoco el humor «llamativo que la hizo tan icónica en primer lugar». Aunque Sal Cinquemani de Slant calificó como «criminal» la omisión de «Like a Prayer», «Vogue» y «Take a Bow» (1994), opinó que el Drowned World era para los «verdaderos fanáticos» de la artista. Por el contrario, Alexis Petridis, de The Guardian, aprobó la inclusión de material nuevo en el repertorio, puesto que Madonna estaba haciendo la música «más desafiante y emocionante de su carrera»; al respecto, también mencionó que era un gesto «agradablemente desafiente» que ningún otro artista podría igualar: «Imagina que The Rolling Stones tocara solo canciones de sus dos últimos álbumes y tratara de no estremecerse». Finalmente, Alex Needham de New Musical Express concluyó que si bien la ausencia de sus clásicos, en especial «Like a Prayer», fue «criminal», aceptó que el Drowned World «no podría haber sido mejor» y que, de todas maneras, «Madonna puede guardar todas esas viejas canciones para su gira de despedida. En evidencias actuales, eso debería ser como en 2040».

## Recepción comercial

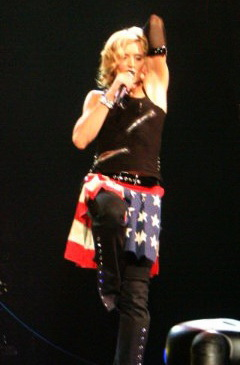
Madonna interpretando «Impressive Instant» durante uno de los conciertos de la gira.

Los recitales solo se limitaron a ciudades de Estados Unidos y Europa, a la vez que se convirtió en la primera y única gira de Madonna que no visitó Canadá. Por muchas semanas, antes del anuncio oficial, Arthur Fogel de Live Nation intentó reservar fechas en el Air Canada Centre en Toronto, entre los espectáculos de Sunrise, Atlanta y Detroit, pero no hubo reservas gratuitas disponibles, por lo que eventualmente no se programaron las fechas en esa ciudad. En un principio, solo se confirmó un concierto para el Centro de Exhibiciones Earls Court de Londres, aunque luego de que todas las entradas se vendieran en tan solo quince minutos, los promotores agregaron cinco fechas más, que se agotaron completamente en seis horas. Con 97 000 boletos, Madonna hizo historia al tener los espectáculos entre los más vendidos de todos los tiempos. Además, en los primeros diez minutos, el sitio web de las entradas recibió alrededor de un millón de visitas, más de 1000 personas acamparon fuera del recinto y se hicieron 30 millones de intentos para llamar a las líneas directas, que eran atendidas por 265 operadores.
En Los Ángeles, todas las entradas se vendieron en diecesiete minutos. En el resto de las ciudades estadounidenses, 100 000 se habían vendido en tan solo un par de horas, y todos los conciertos del Drowned World Tour se agotaron en minutos. Una vez que finalizó, se convirtió en la gira más taquillera de 2001 por un solista y en la cuarta en general, solo detrás de U2, NSYNC y Backstreet Boys. Con 47 conciertos realizados y un poco más de 730 000 entradas vendidas en Europa y Estados Unidos, tuvo una recaudación final de 74 millones USD, con 1,6 millones por show. Obtuvo dos nominaciones en los premios Pollstar de 2001, en las categorías de mayor gira del año y producción de escenario más creativa, aunque perdió ambas ante U2.

## Transmisiones y grabaciones
El canal HBO grabó y transmitió en vivo el concierto del 26 de agosto de 2001 desde el Palace of Auburn Hills en Auburn Hills (Míchigan), ante un público de 17 000 personas. Titulado Madonna Live: The Drowned World Tour, la transmisión fue anunciada por Nancy Geller, vicepresidenta de HBO Original Programming, quien comentó: «Es un placer para nosotros tener a Madonna nuevamente, porque sabemos que va a ser un show espectacular, con esa combinación de su increíble talento y estilo extravagante que solo Madonna puede ofrecer». La producción estuvo a cargo de Marty Callner y la dirección de Hamish Hamilton, y fue la primera emisión de un concierto de la cantante desde 1993, cuando Madonna Live Down Under: The Girlie Show, grabado en Sídney, Australia, se convirtió en el programa original de HBO más visto del año. Tras su estreno, tuvo una audiencia de 5,7 millones de espectadores, el tercer especial musical en horario central más visto del canal desde 1997. Ganó el premio a mejor concierto de televisión en los AOL TV Viewer Awards de 2002 y obtuvo dos nominaciones en la 54.ª entrega de los Primetime Emmy, en las categorías de mejor coreografía y mejor vestuario en un programa musical o de variedades.
El DVD y VHS Drowned World Tour 2001 se puso a la venta en todas las regiones el 13 de noviembre de 2001, mismo día que GHV2, el segundo álbum de grandes éxitos de Madonna. Para el rodaje del material se utilizaron catorce cámaras de alta definición. El DVD aparece en una relación de aspecto de 1.33:1 y se grabó en una sola cara y en doble capa. Debido a esas dimensiones, la imagen no se adaptó para pantallas de televisión de 16:9. Asimismo, estaban disponibles tres formatos de audio: DTS, Dolby Digital 5.1 y Dolby Digital Stereo 2.0; también se incluyó una galería fotográfica como extra con 82 imágenes de Madonna a lo largo de su carrera. La comediante y amiga de la intérprete, Rosie O'Donnell, tomó las fotografías usadas en la portada y en la galería del material. El álbum llegó a lo más alto de la lista de Billboard Music Videos Sales y recibió un disco de platino por la Recording Industry Association of America (RIAA) tras haber vendido 100 000 copias en Estados Unidos.

## Lista de canciones
1. «Drowned World/Substitute for Love» (contiene elementos de «Music», «Impressive Instant», «Human Nature» y «Ray of Light»)
2. «Impressive Instant»
3. «Candy Perfume Girl»
4. «Beautiful Stranger» (contiene elementos de «Soul Bossa Nova (Dim's Space-A-Nova)»)
5. «Ray of Light» (finaliza con una repetición de «Drowned World/Substitute for Love»)
6. «Paradise (Not for Me)» (vídeo interludio)
7. «Frozen»
8. «Open Your Heart Swell»
9. «Nobody's Perfect»
10. «Mer Girl» (Parte I)
11. «Sky Fits Heaven»
12. «Mer Girl» (Parte II)
13. «What It Feels Like for a Girl» (Remix) (vídeo interludio)
14. «I Deserve It»
15. «Don't Tell Me»
16. «Human Nature»
17. «The Funny Song»
18. «Secret»
19. «Gone»
20. «Don't Cry for Me Argentina» (interludio instrumental)
21. «Lo que siente la mujer» (versión en español de «What It Feels Like for a Girl»)
22. «La isla bonita»
23. «Holiday» (contiene elementos de «Fate» y «Music Sounds Better with You»)
24. «Music» (contiene elementos de «Trans Europa Express»)

El repertorio y los samples utilizados en cada presentación provienen de la lista de canciones presente en el DVD/VHS Drowned World Tour 2001.
Notas adicionales
- «Gone» fue reemplazada por «You'll See» en algunas conciertos estadounidenses.[35]

## Fechas
| Fecha                    | Ciudad           | País           | Lugar                            | Asistencia        | Recaudación |
| Europa                   | Europa           | Europa         | Europa                           | Europa            | Europa      |
| ------------------------ | ---------------- | -------------- | -------------------------------- | ----------------- | ----------- |
| 9 de junio de 2001       | Barcelona        | España         | Palau Sant Jordi                 | 36 136 / 36 136   | $2 039 112  |
| 10 de junio de 2001      | Barcelona        | España         | Palau Sant Jordi                 | 36 136 / 36 136   | $2 039 112  |
| 13 de junio de 2001      | Milán            | Italia         | FilaForum                        | 36 100 / 36 100   | $3 926 815  |
| 14 de junio de 2001      | Milán            | Italia         | FilaForum                        | 36 100 / 36 100   | $3 926 815  |
| 15 de junio de 2001      | Milán            | Italia         | FilaForum                        | 36 100 / 36 100   | $3 926 815  |
| 19 de junio de 2001      | Berlín           | Alemania       | Max-Schmeling-Halle              | 43 455 / 43 455   | $2 864 786  |
| 20 de junio de 2001      | Berlín           | Alemania       | Max-Schmeling-Halle              | 43 455 / 43 455   | $2 864 786  |
| 22 de junio de 2001      | Berlín           | Alemania       | Max-Schmeling-Halle              | 43 455 / 43 455   | $2 864 786  |
| 23 de junio de 2001      | Berlín           | Alemania       | Max-Schmeling-Halle              | 43 455 / 43 455   | $2 864 786  |
| 26 de junio de 2001      | París            | Francia        | Palais Omnisports de Paris-Bercy | 68 000 / 68 000   | $4 443 155  |
| 27 de junio de 2001      | París            | Francia        | Palais Omnisports de Paris-Bercy | 68 000 / 68 000   | $4 443 155  |
| 29 de junio de 2001      | París            | Francia        | Palais Omnisports de Paris-Bercy | 68 000 / 68 000   | $4 443 155  |
| 30 de junio de 2001      | París            | Francia        | Palais Omnisports de Paris-Bercy | 68 000 / 68 000   | $4 443 155  |
| 4 de julio de 2001       | Londres          | Inglaterra     | Earls Court                      | 107 415 / 107 415 | $8 734 149  |
| 6 de julio de 2001       | Londres          | Inglaterra     | Earls Court                      | 107 415 / 107 415 | $8 734 149  |
| 7 de julio de 2001       | Londres          | Inglaterra     | Earls Court                      | 107 415 / 107 415 | $8 734 149  |
| 9 de julio de 2001       | Londres          | Inglaterra     | Earls Court                      | 107 415 / 107 415 | $8 734 149  |
| 10 de julio de 2001      | Londres          | Inglaterra     | Earls Court                      | 107 415 / 107 415 | $8 734 149  |
| 12 de julio de 2001      | Londres          | Inglaterra     | Earls Court                      | 107 415 / 107 415 | $8 734 149  |
| América del Norte        |                  |                |                                  |                   |             |
| 21 de julio de 2001      | Filadelfia       | Estados Unidos | First Union Center               | 31 128 / 31 128   | $3 382 485  |
| 22 de julio de 2001      | Filadelfia       | Estados Unidos | First Union Center               | 31 128 / 31 128   | $3 382 485  |
| 25 de julio de 2001      | Nueva York       | Estados Unidos | Madison Square Garden            | 79 401 / 79 401   | $9 297 105  |
| 26 de julio de 2001      | Nueva York       | Estados Unidos | Madison Square Garden            | 79 401 / 79 401   | $9 297 105  |
| 28 de julio de 2001      | Nueva York       | Estados Unidos | Madison Square Garden            | 79 401 / 79 401   | $9 297 105  |
| 30 de julio de 2001      | Nueva York       | Estados Unidos | Madison Square Garden            | 79 401 / 79 401   | $9 297 105  |
| 31 de julio de 2001      | Nueva York       | Estados Unidos | Madison Square Garden            | 79 401 / 79 401   | $9 297 105  |
| 2 de agosto de 2001      | East Rutherford  | Estados Unidos | Continental Airlines Arena       | 16 457 / 16 457   | $1 842 155  |
| 7 de agosto de 2001      | Boston           | Estados Unidos | Fleet Center                     | 29 886 / 29 886   | $3 503 520  |
| 8 de agosto de 2001      | Boston           | Estados Unidos | Fleet Center                     | 29 886 / 29 886   | $3 503 520  |
| 10 de agosto de 2001     | Washington D. C. | Estados Unidos | MCI Center                       | 32 061 / 32 061   | $3 472 148  |
| 11 de agosto de 2001     | Washington D. C. | Estados Unidos | MCI Center                       | 32 061 / 32 061   | $3 472 148  |
| 14 de agosto de 2001     | Sunrise          | Estados Unidos | National Car Rental Center       | 31 572 / 31 572   | $3 603 573  |
| 15 de agosto de 2001     | Sunrise          | Estados Unidos | National Car Rental Center       | 31 572 / 31 572   | $3 603 573  |
| 19 de agosto de 2001     | Atlanta          | Estados Unidos | Philips Arena                    | 29 617 / 29 617   | $3 553 444  |
| 20 de agosto de 2001     | Atlanta          | Estados Unidos | Philips Arena                    | 29 617 / 29 617   | $3 553 444  |
| 25 de agosto de 2001     | Auburn Hills     | Estados Unidos | The Palace of Auburn Hills       | 35 407 / 35 407   | $4 127 533  |
| 26 de agosto de 2001     | Auburn Hills     | Estados Unidos | The Palace of Auburn Hills       | 35 407 / 35 407   | $4 127 533  |
| 28 de agosto de 2001     | Chicago          | Estados Unidos | United Center                    | 33 725 / 33 725   | $3 743 830  |
| 29 de agosto de 2001     | Chicago          | Estados Unidos | United Center                    | 33 725 / 33 725   | $3 743 830  |
| 1 de septiembre de 2001  | Las Vegas        | Estados Unidos | MGM Grand Garden Arena           | 29 587 / 29 587   | $6 503 950  |
| 2 de septiembre de 2001  | Las Vegas        | Estados Unidos | MGM Grand Garden Arena           | 29 587 / 29 587   | $6 503 950  |
| 5 de septiembre de 2001  | Oakland          | Estados Unidos | Oakland Arena                    | 31 195 / 31 195   | $3 351 320  |
| 6 de septiembre de 2001  | Oakland          | Estados Unidos | Oakland Arena                    | 31 195 / 31 195   | $3 351 320  |
| 9 de septiembre de 2001  | Los Ángeles      | Estados Unidos | Staples Center                   | 61 464 / 61 464   | $8 303 165  |
| 13 de septiembre de 2001 | Los Ángeles      | Estados Unidos | Staples Center                   | 61 464 / 61 464   | $8 303 165  |
| 14 de septiembre de 2001 | Los Ángeles      | Estados Unidos | Staples Center                   | 61 464 / 61 464   | $8 303 165  |
| 15 de septiembre de 2001 | Los Ángeles      | Estados Unidos | Staples Center                   | 61 464 / 61 464   | $8 303 165  |
| Total                    | Total            | Total          | Total                            | 732 606 / 732 606 | $76 692 245 |

## Fechas canceladas
| Fecha               | Ciudad          | País           | Lugar                      | Razón              |
| ------------------- | --------------- | -------------- | -------------------------- | ------------------ |
| 5 de junio de 2001  | Colonia         | Alemania       | Kölnarena                  | Problemas técnicos |
| 6 de junio de 2001  | Colonia         | Alemania       | Kölnarena                  | Problemas técnicos |
| 3 de agosto de 2001 | East Rutherford | Estados Unidos | Continental Airlines Arena | Laringitis         |

## Créditos y personal
Créditos adaptados del libro de la gira.

### Banda
- Madonna: voz, guitarra
- Donna De Lory: coros
- Niki Haris: coros
- Stuart Price: director musical, teclados y bajo
- Michael McKnight: programación y teclados
- Marcus Brown: teclados
- Monte Pittman: guitarra
- Ron Powell: percusión
- Steve Sidelnyk: batería

### Bailarines
- Ruthy Inchaustegui: bailarina
- Nito Larioza: bailarín
- Tamara Levinson: bailarina
- Marlyn Ortiz: bailarina
- Anthony Jay Rodríguez: bailarín
- Kemba Shannon: bailarina
- Jamal Story: bailarín
- Eko Supriyanto: bailarín
- Jull Weber: bailarín
- Addie Yungmee: bailarina

### Coreógrafos
- Christian Vincent: director de coreografía
- Alex Magno: coreógrafo
- Kelly Parker: asistente de coreógrafo
- Debra Brown: coreógrafo aéreo
- Leslie Dewhurst: asistente de coreógrafo aéreo
- Stefanie Roos: asistente de coreógrafo
- Taimak Guerreillo: coordinador de artes marciales
- Ho Sung Pak: asistente de coordinador de artes marciales

### Equipo
- Hamish Hamilton: director de transmisión
- Jamie King: director creativo, coreógrafo
- Joyce Flemming: asesor técnico creativo
- Tiffany Olson: asistente de director
- Caresse Henry: administración
- Shari Goldschmidt: administración de empresas
- Richard Feldstein: administración de empresas
- Leeann Hard: administración de empresas
- Liz Rosenberg: publicista
- Danita Ruiz: asistente personal
- Ekaette Ekong: asistente personal
- Jordana Steiner: asistente de gestión de artista
- Hope McNatt: asistente de administración de empresas
- Johanna Farrell: asistente de publicista
- Chris Littleton: gerente de gira
- Arianne Phillips: diseñadora de vestuario, estilista
- Rob Saduksi: supervisor de vestuario
- Barabara Chennault: vestuario
- Phyllis Toney: vestuario
- Grace Lee: vestuario
- Tony Villanueva: vestuario
- Annie Psaltiras: asistente de estilista
- Kristin Johnson: asistente de estilista
- Jean Paul Gaultier: diseñador de vestuario
- Dean y Dan Caten: diseñadores de vestuario
- Luigi Murenu: estilista
- Rita Marmor: estilista
- Klexius Kolby: maquillaje y supervisión
- Julie Harris: maquillaje
- Corvette Hunt: peinado y maquillaje
- Gabriel Panduro: maquillaje y pelucas
- Christian Lamb: director de producción, técnico de cámara
- Jerry Gendron: contador de gira
- Abigail Potter: asistente de gerente de gira
- Gerry Stickells: director de producción
- Sylvia Stickells: asistente de director de producción
- Mark Spring: gerente de producción
- Bruce Rodgers: diseño de producción
- Mike Rhodes: coordinador de diseño
- Joseph Kale: dirección artística
- Peter Morse: dirección de iluminación
- John McGraw: set de ingeniería y construcción
- Jake Davies: diseño de sonido
- Scott Chase: gerente de producción de escenario
- Carol Dodds: director de vídeo
- Cliff Hannon: técnico de cámara
- Al Larson: técnico de cámara
- Joe Victoria: técnico de cámara
- Hans Franken: técnico de pantalla
- Stefaan Michels: técnico de pantalla
- Mark «Spike» Stent: ingeniería de sonido
- Josh Alberts: ingeniería de vídeo
- Dave Kob: ingeniería de sala (F.O.H.)
- Blake Suib: ingeniería de monitor
- Arnold Serame: director de iluminación, programación
- Robert Cooper: jefe de equipo de iluminación
- Virginia Corbett: técnica de iluminación
- Bill Boyd: técnico de iluminación
- Mike Godd: técnico de iluminación
- Michael Parker: técnico de iluminación
- Tim Schiavone: técnico de iluminación
- Steve Sligar: técnico de iluminación
- Mark Klopper: técnico de Vari-Lite
- Dave Arch: programación
- Cliff Downey: técnico de sonido
- Marty Strayer: técnico de sonido
- Anthony Tang: técnico de sonido (Europa)
- John Griswold: técnico de guitarra
- Tommy Simpson: técnico de guitarra
- Paul Davies: técnico de batería
- Devino Tricoche: técnico de percusión
- Peter Wiltz: técnico de teclado
- Bob Mullin: director de carpintería
- Jack Richardson: carpintero
- Peter Turchyn: carpintero
- Gino Cardelli: carpintero
- Sam First: carpintero
- Lenny Guice: carpintero
- T. J. Thomson: director de instalación
- Leticia Alcala: instalación
- John Kinal: instalación
- Arturo Dickey: instalación
- Rockey Dickey: instalación
- Randy Wilson: utilería
- Bob Dannic: utilería de ensayos
- Bod Hood: pirotecnia, confeti
- Henry Wetzel: electricista
- Joanie Veage: ambiente
- Deborah Bearor: asistente de ambiente
- Dell Roll: transporte
- Paul Dallanegra: director de seguridad
- Jackie Jackson: seguridad de ambiente
- Terry Abbott: seguridad
- Todd Fox: seguridad
- Steve Wilmot: seguridad
- Tom Lever: seguridad de ensayos
- Dee Cadd: cáterin (Europa)
- Rosie Farquar: cáterin (Europa)
- Brian Glover: cáterin (Europa)
- Matthew Hodge: cáterin (Europa)
- Dan Lefevre: cáterin (Europa)
- Kristi McCullough: cáterin (Europa)
- Kevin Reagan: diseño, dirección artística del libro de la gira
- John Coulter: publicidad, diseño gráfico del libro de la gira
- Margo Chase: diseño del logo de la gira
- Signatures Network, Dell Furano, Bucky Brattin, Rick Fish, Pete Weber, David Seltzer: mercadotecnia
- The Graphics Factory, Jeff Hampsten
- City Graphics, Inc., Michael John: litografía
- Dago Gonzales: editor de secuencia de vídeo
- Eleonora Filipelli: editora de secuencia de vídeo
- Dan Rucks: secuencias de vídeo adicionales
- Brian Littleton: coordinación de logística
- Diane Eichorst: asistente de producción
- Courtney Rousso: reservación de hotel
- Shelley Lazar: coordinación de entradas
- Edwin Stern: instructor de yoga
- Jorgen Christiansson: instructor de yoga
- Peter Baterna: masajista
- Nadine Barner: chef personal
- Rosie O'Donnell: portada